# IV. Armeekorps (Wehrmacht)
Das IV. Armeekorps der deutschen Wehrmacht war ein militärischer Großverband der im Zweiten Weltkrieg eingesetzt wurde. Ab 1941 an der Ostfront eingesetzt, wurde das Generalkommando nach ihrem Kommandeur vorübergehend auch als Gruppe Schwedler bezeichnet. Nach der Vernichtung im Kessel von Stalingrad ab Dezember 1942 als Gkdo. z. b. V. Mieth neu aufgestellt und am 20. Juli 1943 wieder als Generalkommando IV. Armeekorps etatisiert. Zwischen Mai/Juli 1944 auch als Gruppe Mieth bezeichnet.

## Geschichte

### Aufstellung
Im Oktober 1934 wurde das Generalkommando des IV. Armeekorps aus der 4. Division im Wehrkreis IV in Dresden gebildet.
Zu Beginn des Zweiten Weltkrieges war das IV. Armeekorps Teil der 10. Armee.

### 1939/40
Im September 1939 nahm der Großverband mit der unterstellten 4. und 46. Infanterie-Division am Angriffskrieg gegen Polen teil.
Ab 10. Mai 1940 beteiligte sich das Korps beim Fall Gelb im Rahmen der 6. Armee am Westfeldzug. Unterstellt waren dabei die 7., 18. und 35. Infanterie-Division.
Am 11. Mai wurde der Albert-Kanal überschritten, bei Tienen der Demer-Abschnitt überquert und ab 13. Mai die Dyle-Stellung angegriffen und am 16. Mai durchbrochen. Mit der 7., 31. und 35. Infanterie-Division versuchte das Korps am 20. und 21. Mai vergeblich die englischen Stellungen an der Schelde beiderseits Tournai zu durchbrechen. Für drei Tage blieb das IV. Korps vor dem östlichen Vorfeld von Lille gebunden, während es am 22. Mai am rechten Flügel dem XI. Armeekorps gelang am Nordufer der Schelde südwestlich Oudenarde einen Brückenkopf zu bilden. Nach Umgruppierungen wurde das IV. Korps auf dem Südufer der Lys nach Bossuyt gezogen und gegen die feindlichen Stellungen bei Tourcoing angesetzt. Am linken Flügel stand die 31. Infanterie-Division im Raum zwischen Halluin und Menin, während andere Teile beiderseits Courtrai über die Lys gingen. Während die 14. und 18. Infanterie-Division Courtrai im Norden umgingen, erreichte die 31. Division bei Menin den Durchbruch nach Westen. Bei der Weiterführung des Angriffes zum Yserkanal wurde zwischen dem IV. und XI. Armeekorps das X. Armeekorps, in dessen Bereich die 14. Division überging, eingeschoben. Das Generalkommando verzichtete auf den möglichen Vorstoß zum Kemmelberg, um mit dem rechten Flügel den Durchbruch der belgischen Front über Roulers zur Küste zu unterstützen. Am 28. Mai kapitulierten die Belgier, der bisherige zähe Widerstand der Briten gab ab 29. Mai früh wegen des jetzt einsetzenden Rückzuges auf Dünkirchen vollständig nach. Beim Fall Rot fungierte das Korps mit der 19. und 30. Infanterie-Division als Reserve der Heeresgruppe B im zweiten Treffen und wurde im Laufe der ersten Kämpfe nach vorne gezogen. Nach Abschluss der Kämpfe verblieb das Korps im Rahmen der 12. Armee bis zum Mai 1941 als Besatzungstruppe in Frankreich. Ende Dezember 1940 unterstanden dem Korps die 24., 58. und 208. Infanterie-Division.

### 1941
Das IV. Armeekorps stand von Juni 1941 bis Oktober 1944 an der Ostfront. Zu Beginn des Unternehmens Barbarossa unterstand es im Rahmen der Heeresgruppe Süd der 17. Armee und operierte über Rawa Ruska auf Lemberg. Am 27. Juni waren dem Korps die 24., 295. und 262. Infanterie-Division in Front und die 71. und 97. leichte Division im zweiten Treffen unterstellt. Nördlich Tarnopol auf Proskurow vorgehend stand die Gruppe Schwedler Ende Juli im Raum Belaja Zerkow. Zusammen mit dem XXXXIV. Armeekorps übernahm es während der Schlacht um Kiew die Deckung des südlichen Dnjepr-Ufers zwischen Kanew und Tscherkassy.
Anfang November 1941 befand sich die Gruppe Schwedler (Gen. Kdo. IV.) mit der 76., 94. und 97. Jäger-Division zusammen mit dem italienischen Expeditionskorps auf einer Frontbreite von bis zu 80 km im Vormarsch auf Woroschilowgrad. Die Truppen rückten entlang der Bachmutka von Sakotnoje bis Dscherschinsk vor und sollten den Vorstoß beidseitig der Bachmutka nach Osten und Südosten weiterführen, um Woroschilowgrad und den  Donez zu erreichen. Rechts vom italienischen Korps operierte die 198. Infanterie-Division und das XXXXIX. Gebirgskorps an der Linie Gribowka, Andrejewka, Nowo-Pawlowka. Ende 1941 lag das Korps im Raum östlich von Artemowsk gegenüber der sowjetischen 12. Armee im Stellungskrieg, unterstellt waren in dieser Zeit die 9., 76. und 94. Infanterie-Division.

### 1942
Während der Sommeroffensive Fall Blau stieß das Korps im Rahmen der Armeegruppe Ruoff Ende Juni 1942 aus den Raum Artemowsk südlich des Donez auf Woroschilowgrad vor. Ab Anfang August der 4. Panzerarmee unterstellt, folgte das Korps mit der 94. und 371. Infanterie-Division dem Vorstoß des XXXXVIII. Panzerkorps über Kotelnikowo zum Aksai-Abschnitt.
Von Oktober 1942 bis Januar 1943 kämpfte der Verband in der Schlacht von Stalingrad. Als nördlichstes Korps der 4. Panzerarmee geriet es dabei selbst mit in den Kessel von Stalingrad und wurde daher am 22. November ebenfalls der 6. Armee unterstellt. Ihm unterstanden Ende Dezember neben der 371. und 297. Infanterie-Division auch die rumänische 20. Infanterie-Division. Zusammen mit den übrigen Verbänden der eingeschlossenen 6. Armee wurde das IV. Armeekorps fast vollständig vernichtet, Reste fielen in sowjetische Gefangenschaft.

### 1943
Ende Januar 1943 wurde das Korps bei der Armee-Abteilung Hollidt als Generalkommando z.b.V. Mieth neu aufgestellt. Im April 1943 am mittleren Mius-Abschnitt eingesetzt, unterstanden dem Korps die 3. Gebirgs-Division, die 304. und 335. Infanterie-Division.
Am 20. Juli 1943 wurde das Generalkommando Mieth während der Abwehrkämpfe der sowjetischen Donez-Mius-Offensive wieder zum Generalkommando IV. Armeekorps umbenannt. Im Herbst 1943 lag das Korps zusammen mit dem XXIX. Armeekorps im südlichen Dnjepr-Brückenkopf von Nikopol, zugeteilt waren neben der 3. Gebirgs-Division, die 101. Jäger-, Reste der 258. und die 302. Infanterie-Division.

### 1944
Im Frühjahr 1944 kämpfte das Korps im Abschnitt der 6. Armee bei der Heeresgruppe Südukraine und musste sich an den Pruth zurückkämpfen.
Im Sommer 1944 im Abschnitt der 8. Armee stehend, unterstanden dem Verband die 376. und 79. Infanterie-Division sowie die rumänische 11. Division. Nach dem Großangriff der 2. Ukrainischen Front vom 20. August 1944 wurde das Korps in der Kesselschlacht von Jassy fast vollständig zerschlagen.
Im Oktober 1944 wurde als Nachfolgeverband, aus den Stäben des Befehlshabers in Ostungarn und der Sturmdivision Rhodos das IV. Panzerkorps aufgestellt, das noch vor Jahresende in Panzerkorps Feldherrnhalle umbenannt wurde. Dieses Korps wurde 1945 im Rahmen der 8. Armee (General Kreysing) in Ungarn und im Raum Gran am Hron-Abschnitt eingesetzt und kapitulierte nach der Bratislava-Brünner Operation bei Kriegsende in der Slowakei.

## Führung
Kommandierender General
- General der Infanterie Wilhelm List, 1. Oktober 1935 bis 4. Februar 1938
- General der Infanterie Viktor von Schwedler, 4. Februar 1938 bis 1. November 1942
- General der Pioniere Erwin Jaenecke, 1. November 1942 bis 17. Januar 1943
- General der Artillerie Max Pfeffer, 17. bis 31. Januar 1943
- General der Infanterie Friedrich Mieth, 20. Juli 1943 bis 10. Oktober 1944

Chefs des Generalstabes
- Generalmajor Friedrich Olbricht, Oktober 1935 – 10. November 1938
- Generalmajor Walter Model, 10. November 1938 – 24. Oktober 1939
- Oberst Otto Beutler, 25. Oktober 1939 – 20. Juni 1942
- Oberst Johannes Steffler, 20. Juni 1942 – Dezember 1942
- Oberst Johannes Crome, Dezember 1942 – Februar 1943
- Oberst Franz Jais, 10. bis 31. Oktober 1943
- Oberst Diermayer, 1. November 1943 – 15. Februar 1944
- Oberst Günther Siedschlag, 15. Februar – Oktober 1944

## Korpsärzte
- Hermann Kayser, 10. Januar 1941 bis 22. Januar 1943